# Frédéric Samuel Cordey
Frédéric Samuel Cordey (n. 9 iulie 1854, Paris, Franța – d. 18 februarie 1911, Paris, Franța) a fost un peisagist francez care a făcut parte din mișcarea impresionistă. Era un prieten apropiat al lui Auguste Renoir și avea o avere personală care îi permitea să lucreze după gustul său, indiferent de publicitatea și sprijinul oferit de negustorii de artă. 

## Viața și munca

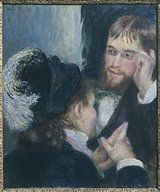
Convorbire cu pictorul (Cordey), tablou de Auguste Renoir

Elev al lui Isidore Pils și Gustave Boulanger⁠(d), Cordey a făcut parte dintr-un grup care s-a revoltat împotriva învățăturilor profesorilor săi împreună cu prietenul său Pierre Franc Lamy. Cordey a abandonat rapid pictura tradițională pentru a urma calea impresioniștilor și a expus patru tablouri Rue à Montmartre ("Strada din Montmartre"), Le Pont des Saints-Pères ("Podul de la Saints-Pères"), le Séchoir ("Uscătorul", Chantilly), Pêcheur („Pescuitul”, schiță) cu ei în 1877. 
În 1881, Gustave Caillebotte l-a informat pe Camille Pissarro că dorește ca Cordey să expună alături de impresioniști, dar în acel an Cordey se afla la Alger cu André Lhote. Cordey și-a expus opera la Salon des indépendants în 1884.
Cordey era apropiat de Renoir și era unul dintre cei mai loiali însoțitori ai săi. Cordey a apărut în mai multe tablouri ale maestrului pictor, de exemplu, Bal du moulin de la galette („Dansul la Le moulin de la Galette”) și La Conversation („Conversația”). Fiul lui Auguste Renoir, Jean, a vorbit despre o teorie a lui Cordey care a părea să semene cu a tatălui său:„Pictorii, ca și gimnaștii, trebuie să se mențină în formă. Ei trebuie să păstreze o vedere clară, mișcări precise și picioare bune pentru a merge în întâmpinarea peisajului.”
Cordey a fost un mare admirator al muzicianului François Cabaner. Pentru a-l ajuta, deoarece era sărac și pe moarte, Cordey (ca și alți artiști) a dat una dintre lucrările sale, pentru a fi scoasă la licitație și a strânge fonduri. Paul Cézanne a menționat lista lucrărilor oferite într-o scrisoare către prietenul său Émile Zola. De asemenea, i-a admirat pe Nina de Callias⁠(d) și Léon Dierx⁠(d), ale căror portrete le-a desenat. Pictura lui Cordey Léon Dierx, prince des poètes („Léon Dierx, prinț al poeților”) a fost achiziționată de Georges Viau⁠(d) în 1899. 
Atent la peisaje, a rămas aproape de Camille Pissarro în Neuville-sur-Oise⁠(d) și Éragny⁠(d). A participat la Salon d'automne de la începuturile sale în 1903 până în 1908. A fost numit membru al Salonului în 1904, unde a expus șase dintre picturile sale.
Cordey a expus zece tablouri la Salon în 1906, inclusiv șase dintre cele care prezintă malurile râului Oise. A expus rar, însă, criticii de artă Adolphe Tabarant, Paul Alexis⁠(d) și Gustave Geffroy⁠(d) au fost foarte elogiosi în prefața expoziției retrospective a lui Cordey din 1913-1914 la Galeria Choiseul. Adolphe Thalasso a lăudat peisajele lui Cordey din Eragny într-un articol din februarie 1914 în L'Art et les Artistes (Artă și artiști").

## Galerie

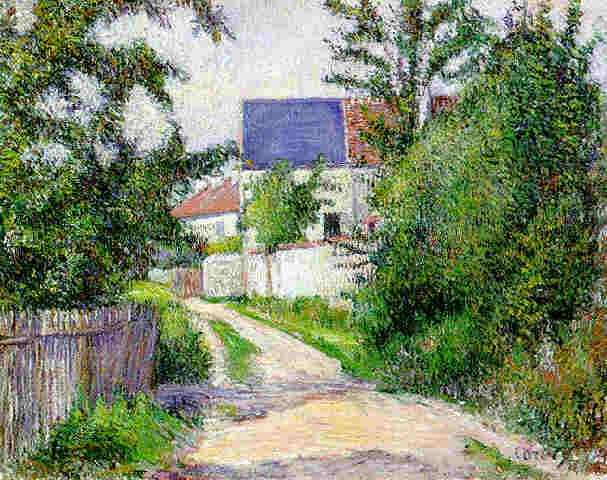
Ruelle à Auvers-sur-Oise („Străduță în Auvers-sur-Oise”), c. 1903
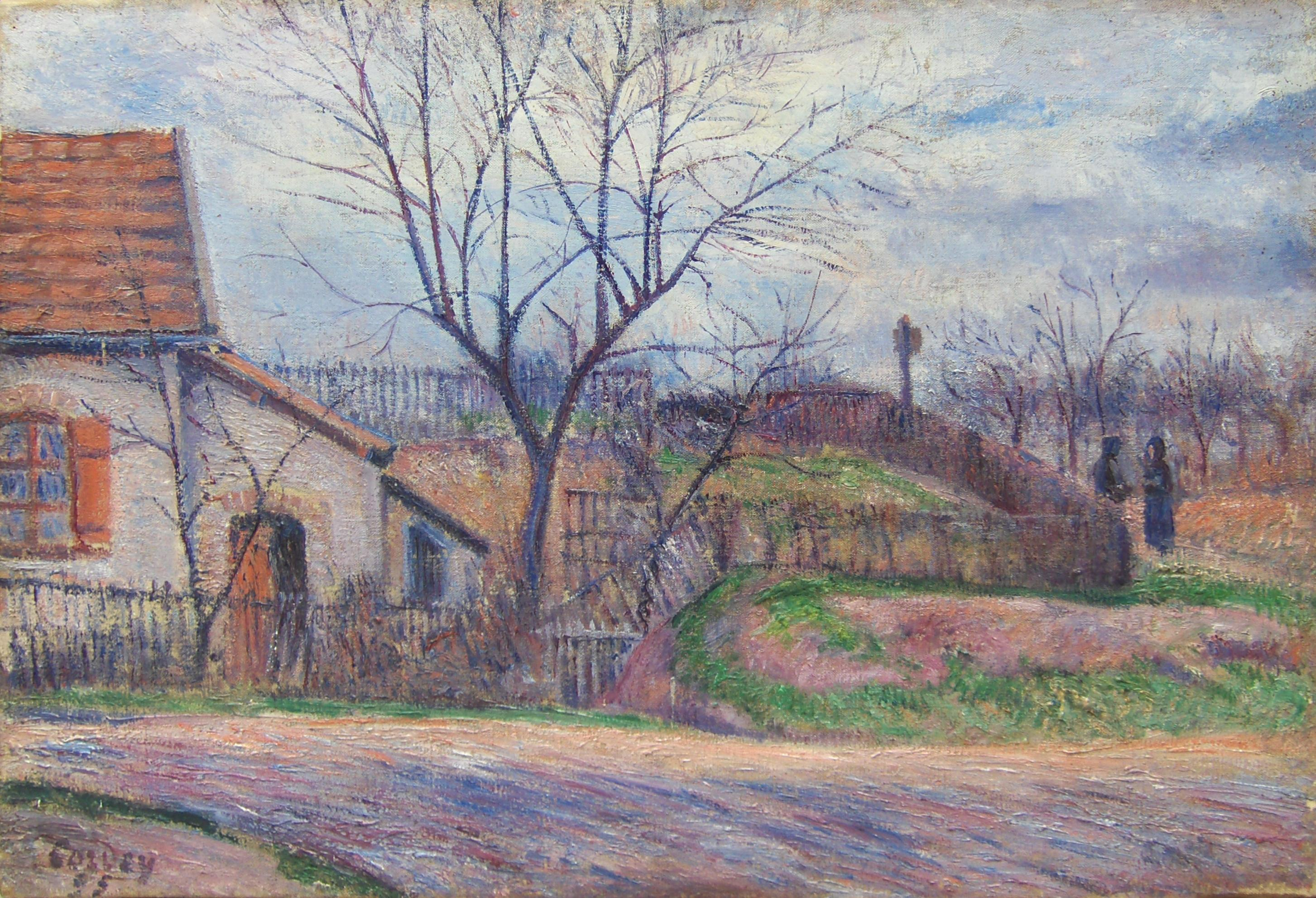
La Chaumiere, ca. 1900
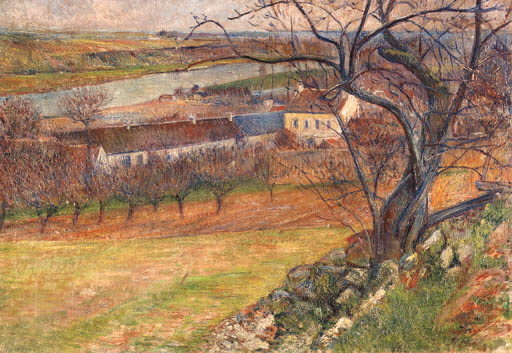
Sat lângă un pârâu, cca. 1900
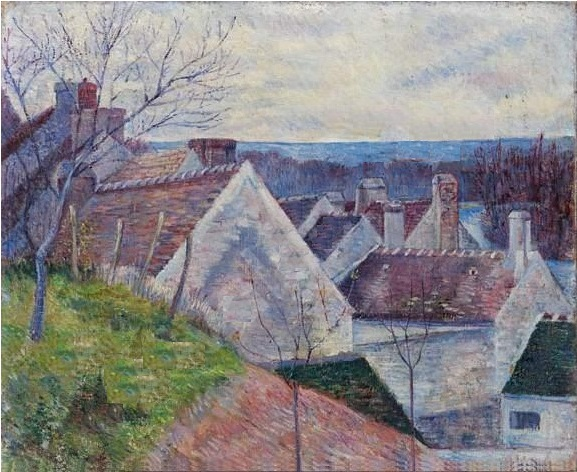
Les toits, le matin („Acoperișurile, dimineața”), 1892
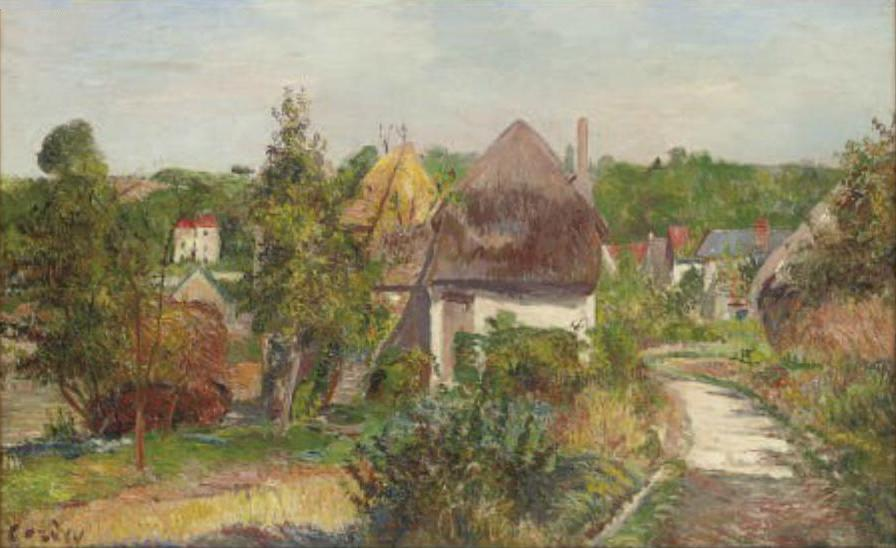
O potecă prin sat, ca. 1900
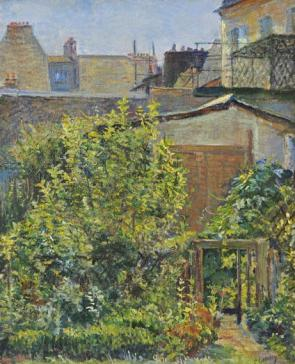
Jardin dans une banlieue à Paris (Grădină într-o suburbie a Parisului)
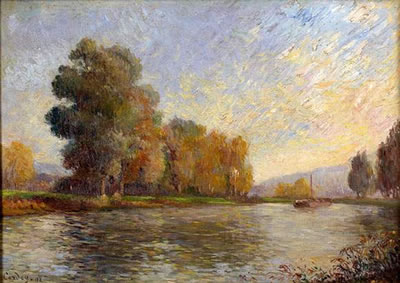
Râu, cca. 1900
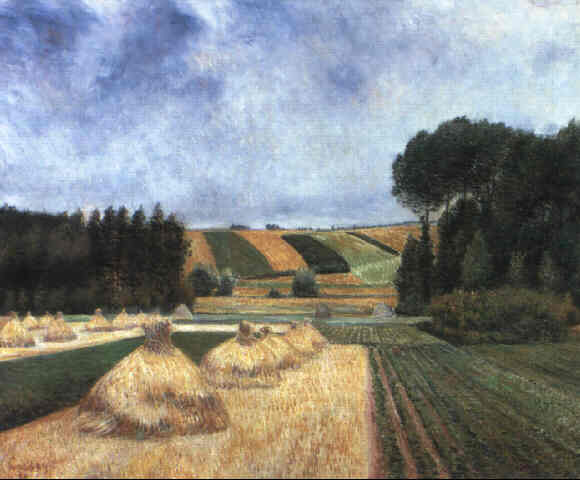
Paysage aux meules ("Peisaj cu snopi"), 1895
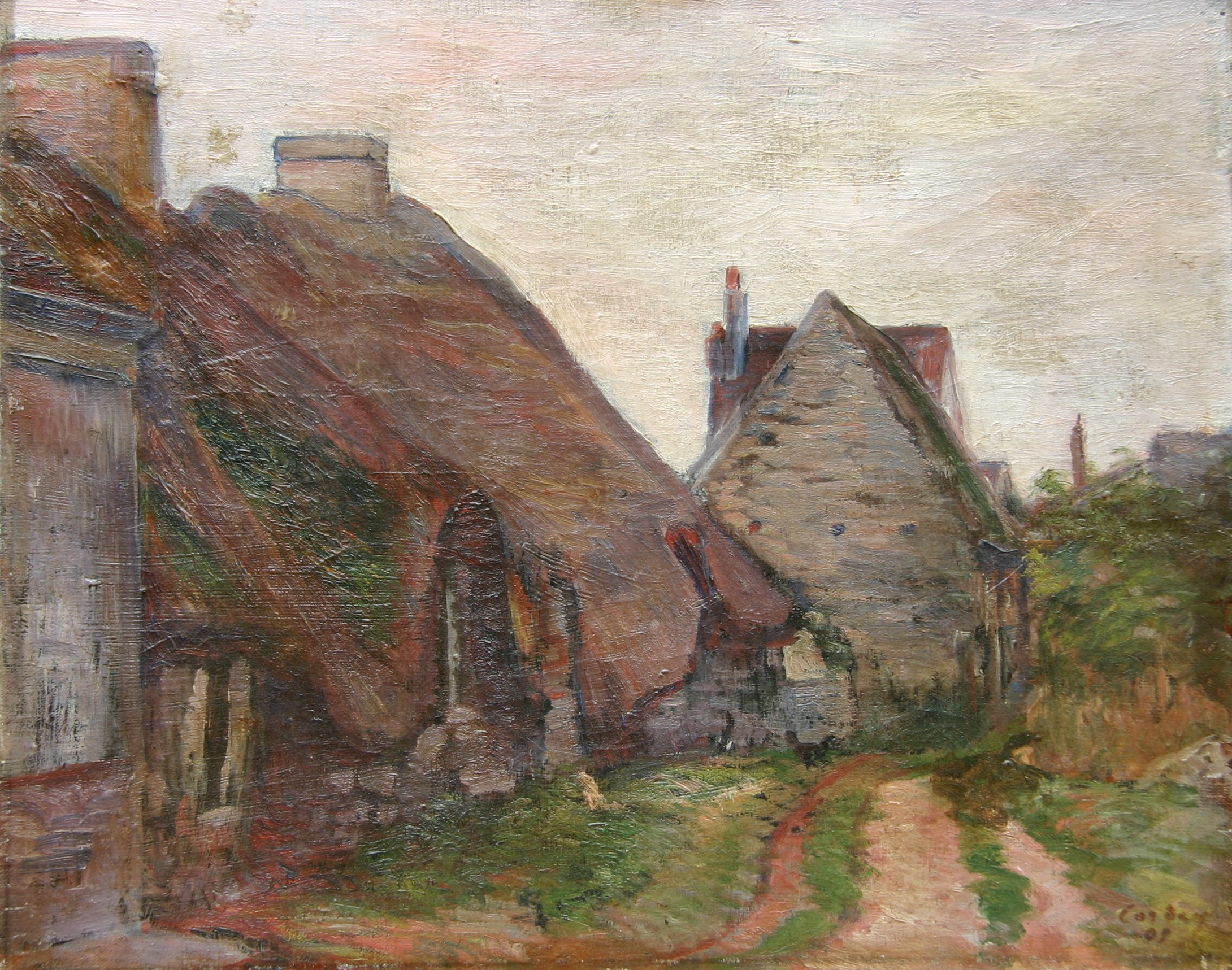
Les Chaumes du gré à Auvers sur Oise ("Arbuști în Auvers-sur-Oise"), ca. 1890
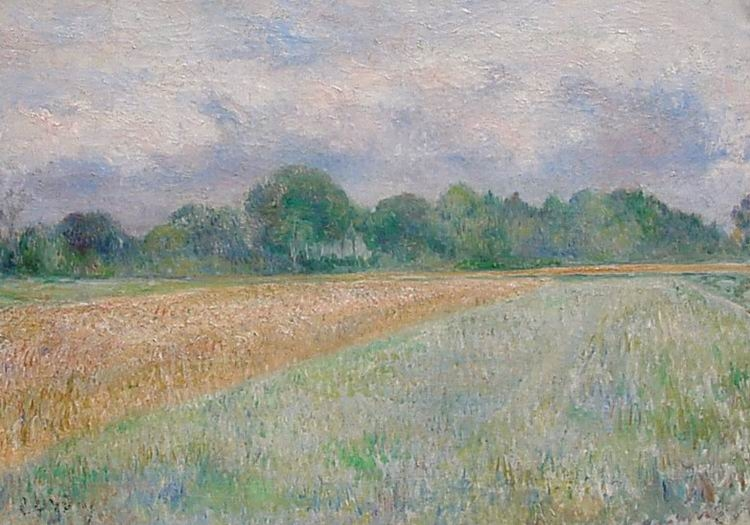
A l'orée du bois („La marginea pădurilor”), 1901
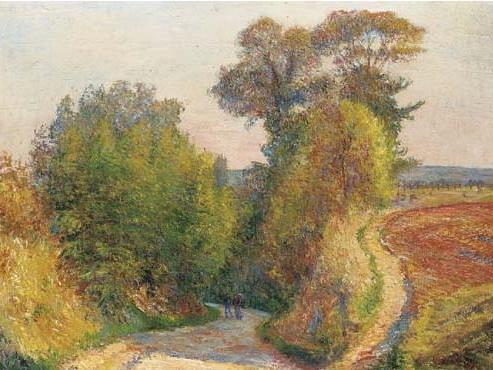
Un paysage au soleil couchant ("Un peisaj la apus de soare"), ca. 1900
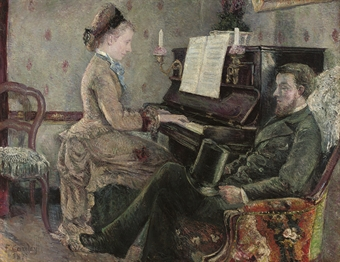
Auditoire captivé („Un public captiv”), 1877
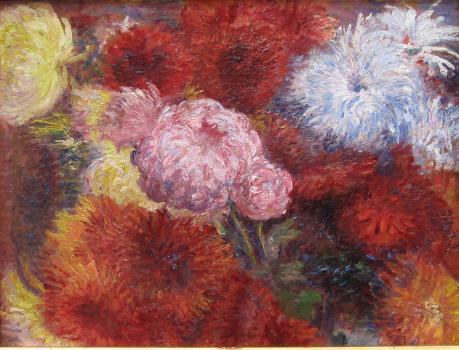
Flori, c. 1880
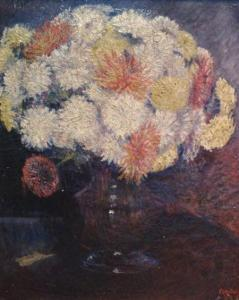
Chrysanthèmes blanches dans un vase („Crizanteme albe într-o vază”), 1898

## Lucrări alese
- 1877 - Auditoire captivé („Un public captiv”)
- 1879 - Madame Cordey faisant de la tapisserie („Doamna Cordey realizând o tapiserie”)
- 1879 - Jeune femme lisant ("Tânără care citește")
- 1881 - Femme orientale au sofa ("Femeie orientală pe o canapea")
- 1889 - Autoportret („Autoportret”)
- 1892 - Les toits, le matin ("Acoperișurile, dimineața")
- 1892 - La basse-cour („Curtea”)
- 1893 - Vue d'Eragny-Neuville („Vedere din Eragny-Neuville”)
- 1894 - Passage à niveau („Trecere la nivel”)
- 1894 - Le Garde Barrière ("Le Garde Barrière")
- 1895 - Bord de rivière („Malul râului”)
- 1895 - Paysage aux meules ("Peisaj cu roți")
- 1896 - Bord de rivière ("Malul râului")
- 1898 - Paysage avec l'église ("Peisaj cu biserica")
- 1898 - Chrysanthèmes blanches dans un vase ("Crizanteme albe într-o vază")
- 1898 - Le chemin vers le château ("Drumul către castel")
- 1900 - Cerisiers en fleurs aux environs d'Auvers sur Oise ("Flori de cireș în jurul Auvers-sur-Oise")
- 1900 - Les Péniches („Barca-casă”)
- 1901 - A l'orée du bois ("La marginea pădurilor")
- 1903 - Bord de l'Oise („Malul râului Oise”)
- 1903 - Bord de l'Oise en automne („Malul râului Oise toamna”)
- 1903 - Peupliers au bord de la rivière („Plopi de pe malurile râului”)
- 1905 - Femme pensive („Femeie gânditoare”)
- 1906 - Plat de Pêches („Tavă cu piersici”)
- 1906 - Les environs de Pontoise („Zona din jurul Pontoise”)
- Ruelle à Auvers-sur-Oise („Străduță în Auvers-sur-Oise”)
- Les Chaumes du gré à Auvers sur Oise ("Arbuști din Auvers-sur-Oise")

## Expoziții
- 1877 - A expus un singur tablou alături de impresioniștii
- 1887 - Salon des indépendants
- 1903 - Salon d'Automne
- 1904 - Salon d'Automne
- 1905 - Salon d'Automne
- 1906 - Salon d'Automne: Plat de pêches ("Tavă cu piersici") și alte nouă pânze, dintre care șase înfățișează malurile râului Oise
- 1907 - Salon d'Automne
- 1908 - ultima expoziție la Salon d'Automne

## Expoziții în galerie
- Galeria Choiseul, Frederick Samuel Cordey, iarna 1913-1914